# Rune Brattsveen
Rune Brattsveen (5 april 1984) is een Noorse biatleet.

## Carrière
Brattsveen maakte zijn wereldbekerdebuut op 29 november 2007 in Kontiolahti, twee dagen later behaalde hij in Kontiolahti zijn eerste toptienklassering in een wereldbekerwedstrijd.
Brattsveen nam in zijn carrière twee keer deel aan de wereldkampioenschappen biatlon. Op de wereldkampioenschappen biatlon 2008 in Östersund behaalde hij zijn beste individuele resultaat: Elfde op de 15 kilometer massastart. Op datzelfde toernooi sleepte hij samen met Emil Hegle Svendsen, Halvard Hanevold en Ole Einar Bjørndalen de zilveren medaille in de wacht op de 4x7,5 kilometer estafette. Tijdens de wereldkampioenschappen biatlon 2012 in Ruhpolding veroverde hij samen met Ole Einar Bjørndalen, Tarjei Bø en Emil Hegle Svendsen de wereldtitel op de 4x7,5 kilometer estafette.

## Resultaten

### Wereldkampioenschappen
| Jaar | Plaats     | Resultaten                                                                               |
| ---- | ---------- | ---------------------------------------------------------------------------------------- |
| 2008 | Östersund  | 38e 10 km sprint · 15e 12,5 km achtervolging · 11e 15 km massastart · 4x7,5 km estafette |
| 2012 | Ruhpolding | 46e 20 km individueel · 4x7,5 km estafette                                               |

### Wereldbeker
Eindklasseringen
| Seizoen   | Algemeen | Individueel | Sprint | Achtervolging | Massastart |
| --------- | -------- | ----------- | ------ | ------------- | ---------- |
| 2007/2008 | 23e      |             |        |               |            |
| 2008/2009 | 73e      |             |        |               |            |
| 2009/2010 | 116e     |             |        |               |            |
| 2010/2011 | 49e      |             |        |               |            |
| 2011/2012 | 43e      |             |        |               |            |